# ジェニファー・スクリーン
ジェニファー・エレン・スクリーン（Jennifer Ellen Screen、1982年2月26日 - ）は、オーストラリアの女子プロバスケットボール選手である。ニューサウスウェールズ州ニューカッスル出身。ポジションはシューティングガード。

## 人物
「オーストラリア国立スポーツ研究所」からWNBLのアデレード・ライトニングでプロデビュー。
2005年、イタリア・セリエAのバスケット・パルマに移籍。
2011年、アデレード・ライトニングに復帰。

### オーストラリア代表
オーストラリア代表にも選出され、2006年の世界選手権では優勝を飾る。北京オリンピックでも銀メダルを獲得。
ロンドンオリンピック代表にも選出された。